# Barilović
Barilović je općina u središnjoj Hrvatskoj, u Karlovačkoj županiji.

## Stanovništvo
Po popisu stanovništva iz 2001. godine nacionalni sastav je poprilično homogen s udjelom Hrvata od 88 %, ostale manjine čine oko 12 % stanovništva. 
Godine 2001. općina Barilovići imala je 3095 stanovnika, raspoređenih u 44 naselja:
- Banjsko Selo – 146
- Barilović – 307
- Belaj – 154
- Belajske Poljice – 580
- Belajski Malinci – 39
- Carevo Selo – 42
- Cerovac Barilovićki – 145
- Donja Perjasica – 14
- Donji Skrad – 12
- Donji Velemerić – 149
- Gaćeško Selo – 6
- Gornji Poloj – 0
- Gornji Velemerić – 109
- Kestenak – 7
- Koranska Strana – 13
- Koranski Brijeg – 68
- Koransko Selo – 33
- Kosijersko Selo – 33
- Križ Koranski – 49
- Leskovac Barilovićki – 147
- Lučica – 40
- Mala Kosa – 6
- Mali Kozinac – 27
- Marlovac – 12
- Maurovići – 13
- Miloševac – 14
- Mrežnica – 0
- Novi Dol – 0
- Novo Selo Perjasičko – 2
- Orijevac – 6
- Perjasica – 34
- Podvožić – 279
- Ponorac Perjasički – 20
- Potplaninsko – 8
- Siča – 171
- Srednji Poloj – 14
- Svojić – 23
- Šćulac – 152
- Štirkovac – 7
- Točak Perjasički – 8
- Veliki Kozinac – 31
- Vijenac Barilovićki – 93
- Zinajevac – 3
- Žabljak – 79

### Nacionalni sastav, 2001.
- Hrvati – 2700 (87,24)
- Srbi – 323 (10,44)
- Bošnjaci – 4
- Albanci – 1
- Slovenci – 1
- ostali – 3
- neopredijeljeni – 56 (1,81)
- nepoznato – 7 (0,23)

### Barilović (naseljeno mjesto)
- 2001. – 307
- 1991. – 391 (Hrvati – 367, Srbi – 17, ostali – 7)
- 1981. – 390 (Hrvati – 350, Jugoslaveni – 25, Srbi – 9, ostali – 6)
- 1971. – 430 (Hrvati – 391, Srbi – 39)

## Povijest
Barilović je poznat kao jedno od važnijih povijesnih uporišta gdje se branio taj dio Hrvatske od najezdi s Istoka, po čemu su se isticali hrabri i odlučni branitelji Barilovćani.

## Gospodarstvo
Poljodjelstvo, turizam i u novije vrijeme nešto industrijske proizvodnje važni su zamašnjak gospodarskog razvoja općine Barilovići.

## Poznate osobe
- Ivan Banjavčić – načelnik grada Karlovca

## Spomenici i znamenitosti
- Stari grad Barilović

## Šport
Konjički klub "Barilo"-Barilović osnovan je 2007.godine, sa sjedištem na Ranchu Indiana u Kosijerskom selu.Klub je osnovan s ciljem okupljanja i druženja vlasnika i ljubitelja konja, razvitka i unapređenja konjičkog sporta na području Karlovačke županije, te promicanja zajedničkih interesa u oblasti konjičkog sporta i turizma.U ponudi su terenska jahanja(jednodnevna i višednevna), s obilaskom povijesnih i kulturnih znamenitosti Općine Barilović, škola rekreativnog i sportskog jahanja, priprema jahača za polaganje ispita iz jahače dozvole i natjecateljskih licenci u daljinskom i dresurnom jahanju.Jahači i konji KK Barilo sudjeluju na raznim konjičkim karavanama, maratonima i drugim manifestacijama, i natječu se u utrkama u daljinskom jahanju(endurance).Svake godine povodom obljetnice Dana Oluje, klub organizira tradicionalnu konjičku karavanu "Memorijal Juraj Štefančić", te edukativno-rekreativnu utrku u daljinskom jahanju na području Barilovića.
Sportski rezultati jahača KK "Barilo"-Barilović u utrkama Croatia Cup-a, u daljinskom jahanju:
Otrovanec 2007, 40 km, seniori
-uspješno završena prva utrka Croatia Cup-a i položene licence za daljinsko jahanje(Iva Latin, Ana Šeketa, Branko Škrtić)
Medulin 2008., 20 km, seniori
-2.mjesto, Ana Šeketa s grlom Indiana
-3.mjesto, Iva Latin s grlom Frisko
Pazin, 2008., 40 km, seniori
-5.mjesto, Iva Latin s grlom Chivas
Garčin 2014., 40 km, seniori
-3.mjesto, Iva Latin s grlom Bela
Čazma 2014., 40 km, seniori
-4.mjesto, Iva Latin s grlom Bela
Pazin 2014., 60 km, seniori
-4.mjesto, Iva Latin s grlom Bela
Đurđevac 2016., 40 km, juniori
-3.mjesto, Jesen Kovaček s grlom Soumra
Bjelovar 2016., 40 km, juniori
-4.mjesto, Jesen Kovaček s grlom Soumra
Bratina 2016., 40 km, juniori
-4.mjesto, Jesen Kovaček s grlom Soumra
Članovi kluba s licencama za daljinsko i dresurno jahanje:
-Iva Latin, Ana Šeketa, Eduard Malčak
Članovi kluba s licencom za preponsko jahanje:
-Eduard Malčak
Članovi kluba s položenim jahačim dozvolama:
-Tihana Vujašković, Ena Krajačić, Viktorija Pasek